# Bosarflöttens naturreservat
Bosarflöttens naturreservat är ett naturreservat i Vansbro kommun i Dalarnas län.
Området är naturskyddat sedan 2025 och är 1 156 hektar stort. Reservatet ligger sydväst om Äppelbo, söder om Västerdalälven och består av isälvsdelta med en rullstensås och dynfält med tallrismossar, skogskärr, sumpkärr och sumpskog